# Final del Torneo Clausura 2005 (Chile)
La Final del Campeonato Nacional Copa BancoEstado Clausura 2005 de la Primera División de Chile fue una serie de partidos de ida y vuelta, que se disputaron los días domingo 18 de diciembre y jueves 22 de diciembre de 2005, y que definió al segundo campeón del año del fútbol en Chile. Lo disputaron los dos ganadores de las semifinales del torneo: Universidad Católica (1.º) y Universidad de Chile (2.º), quienes venían de vencer a Deportes La Serena y Cobresal respectivamente, ambas finales se disputaron en el Estadio Nacional de Santiago de Chile.
En esta final, no habrá 30 minutos de tiempo suplementario, por lo que en caso de igualdad en los 180 minutos, el campeón se definirá mediante los tiros desde el punto penal.

## Antecedentes
Desde que se instauró el sistema de campeonatos cortos con play-offs en 2002, Universidad Católica clasificó a los Play-offs por 7.ª vez de 8 posibles (solo fallando en el Apertura 2004) instalándose en la final por tercera vez, teniendo un registro de una victoria (contra Rangers en el Apertura 2002) y una derrota (contra Colo-Colo en el Clausura 2002) y con la oportunidad de salir campeones del fútbol chileno después de 3 años. Por su parte, la Universidad de Chile ha clasificado a los 8 torneos con Playoffs que se han disputado desde 2002 y esta será su segunda final, habiendo ganado su única final en Playoffs ante Cobreloa en el Apertura 2004, por lo que volverán a tener la chance de salir campeones nacionales después de 1 año y medio. Ambas universidades llegaban a la final tras ganar llaves muy apretadas en cuartos de final y semifinales, teniendo que remontar en el global en algunas ocasiones. Los "cruzados" llegaban con el ánimo a tope debido a su buena participación en la Copa Sudamericana (llegando a semifinales de un torneo Conmebol después de 12 años) y también habiendo roto la barrera de semifinales (tras caer de local 2 veces consecutivas contra Unión Española en penales en los playoffs, y contra Boca Juniors en las semifinales de la mencionada Copa Sudamericana y también en su reducto, todo esto en los últimos 12 meses), en aquella instancia eliminaron a Deportes La Serena que fue la gran sorpresa de semifinales al eliminar en la ronda anterior en penales a Colo-Colo en su estadio. Mientras que los "azules" venían de batir a Cobresal en otra disputada llave en semifinales y con el ídolo azul Marcelo Salas como la gran figura al anotar 3 goles de pelota detenida en la llave (1 en la ida que fue de tiro libre, y 2 en la vuelta, ambos de penal).
El equipo cruzado era dirigido por Jorge Pellicer, mientras que los "azules" eran dirigidos por Héctor Pinto (ambos técnicos chilenos).

### Finales anteriormente jugadas entre ambos equipos
Durante la década pasada hubo 2 definiciones de Primera División destacadas entre la "U" y la UC, la primera fue en 1994 con los "azules" (dirigidos por Jorge Socias y con Marcelo Salas y Esteban Valencia integrando el plantel) coronándose campeones del fútbol chileno después de 25 años al vencer a la UC en un reñido campeonato que decidió al campeón hasta la última fecha, y la otra fue en 1999 con la "U" de César Vaccia imponiéndose en otra destacada definición de los 90s a la UC, aunque a diferencia del torneo anterior, esta fue con un poco de anticipación, claro que en un largo campeonato de 44 fechas y además siendo el último campeón de los 90. En cuanto a definiciones la UC lidera por un notable 11–2 (9–2 en torneos chilenos y 2–0 en torneos internacionales) en duelos oficiales. Será la tercera vez que jueguen una final de Torneo Nacional, con un registro de un triunfo para cada uno.
| Torneo                   | Campeón              | Resultado           | Subcampeón           |
| ------------------------ | -------------------- | ------------------- | -------------------- |
| Campeonato Nacional 1961 | Universidad Católica | 4 - 3 1 - 1 / 3 - 2 | Universidad de Chile |
| Campeonato Nacional 1962 | Universidad de Chile | 5 - 3               | Universidad Católica |

#### Enfrentamientos durante el año
| #  | Fecha | Local                | Resultado | Visitante            | Estadio  | Competición       | Ronda                    |
| -- | ----- | -------------------- | --------- | -------------------- | -------- | ----------------- | ------------------------ |
| 1. | 30/4  | Universidad de Chile | 2:1       | Universidad Católica | Nacional | Torneo Apertura   | Fecha 15                 |
| 2. | 11/8  | Universidad de Chile | 1:2       | Universidad Católica | Nacional | Copa Sudamericana | Fase preliminar (Ida)    |
| 3. | 25/8  | Universidad Católica | 0:1       | Universidad de Chile | Nacional | Copa Sudamericana | Fase preliminar (Vuelta) |
| 4. | 13/11 | Universidad Católica | 2:1       | Universidad de Chile | Nacional | Torneo Clausura   | Fecha 13                 |

| Competición         | PJ | PG UC | PE | PG UCH | GF UC | GF UCH |
| ------------------- | -- | ----- | -- | ------ | ----- | ------ |
| Campeonato Nacional | 2  | 1     | 0  | 1      | 3     | 3      |
| Copa Sudamericana   | 2  | 1     | 0  | 1      | 2     | 2      |
| Total               | 4  | 2     | 0  | 2      | 5     | 5      |

#### Enfrentamientos en Playoffs
| Torneo        | Ronda     | Ganador              | Global |
| ------------- | --------- | -------------------- | ------ |
| Apertura 2002 | Semifinal | Universidad Católica | 5:4    |
| Clausura 2002 | Semifinal | Universidad Católica | 1:0    |

- U. Católica lidera 2–0 la serie en Playoffs.

## Finales jugadas
| Equipo               | Finales jugadas en "Era Playoffs" |
| -------------------- | --------------------------------- |
| Universidad Católica | 2002-A, 2002-C                    |
| Universidad de Chile | 2004-A                            |

- Nota: En Negrita, finales que ganaron.

## Camino a la Final

### Universidad Católica
| Universidad Católica avanzó a play-offs, primero en el Grupo A y primero en la tabla general con 49 puntos. |                           |                                                        |                      |       |                      |
| 27 de noviembre                                                                                             | Cuartos de final (Ida)    | Estadio Municipal, Calama                              | Cobreloa             | 1 - 1 | Universidad Católica |
| 4 de diciembre                                                                                              | Cuartos de final (Vuelta) | Estadio San Carlos de Apoquindo, Santiago (Las Condes) | Universidad Católica | 2 - 1 | Cobreloa             |
| Universidad Católica avanzó a semifinales con un global de 3-2.                                             |                           |                                                        |                      |       |                      |
| 8 de diciembre                                                                                              | Semifinal (Ida)           | Estadio La Portada, La Serena                          | Deportes La Serena   | 3 - 3 | Universidad Católica |
| 14 de diciembre                                                                                             | Semifinal (Vuelta)        | Estadio San Carlos de Apoquindo, Santiago (Las Condes) | Universidad Católica | 1 - 0 | Deportes La Serena   |
| Universidad Católica avanzó a la final con un global de 4-3.                                                |                           |                                                        |                      |       |                      |

### Universidad de Chile
| Universidad de Chile avanzó a play-offs, primero en el Grupo B y tercero en la tabla general con 38 puntos. |                           |                                               |                           |       |                           |
| 27 de noviembre                                                                                             | Cuartos de final (Ida)    | Estadio Municipal, Concepción                 | Universidad de Concepción | 1 - 2 | Universidad de Chile      |
| 4 de diciembre                                                                                              | Cuartos de final (Vuelta) | Estadio Santa Laura, Santiago (Independencia) | Universidad de Chile      | 0 - 0 | Universidad de Concepción |
| Universidad de Chile avanzó a semifinales con un global de 2-1.                                             |                           |                                               |                           |       |                           |
| 8 de diciembre                                                                                              | Semifinal (Ida)           | Estadio El Cobre, El Salvador                 | Cobresal                  | 2 - 1 | Universidad de Chile      |
| 14 de diciembre                                                                                             | Semifinal (Vuelta)        | Estadio Nacional, Santiago (Ñuñoa)            | Universidad de Chile      | 4 - 2 | Cobresal                  |
| Universidad de Chile avanzó a la final con un global de 5-4.                                                |                           |                                               |                           |       |                           |

## Estadísticas previas
Total de partidos jugados en el Torneo Clausura 2005 por ambos equipos:
| Equipos              | PJ | PG | PE | PP | GF | GC | Dif. | Pts. | Rend.  |
| -------------------- | -- | -- | -- | -- | -- | -- | ---- | ---- | ------ |
| Universidad Católica | 23 | 17 | 6  | 0  | 40 | 8  | 32   | 57   | 86,96% |
| Universidad de Chile | 23 | 13 | 6  | 4  | 41 | 29 | 12   | 45   | 69,57% |

- Pts=Puntos; PJ=Partidos jugados; G=Partidos ganados; E=Partidos empatados; P=Partidos perdidos; GF=Goles a favor; GC=Goles en contra; Dif=Diferencia de gol; Rend=Porcentaje de rendimiento.

## Llave
|                              | vs.                            |
| Universidad Católica 2 (5) 1 | Universidad de Chile 2 (4) 0 2 |

## Desarrollo de la final

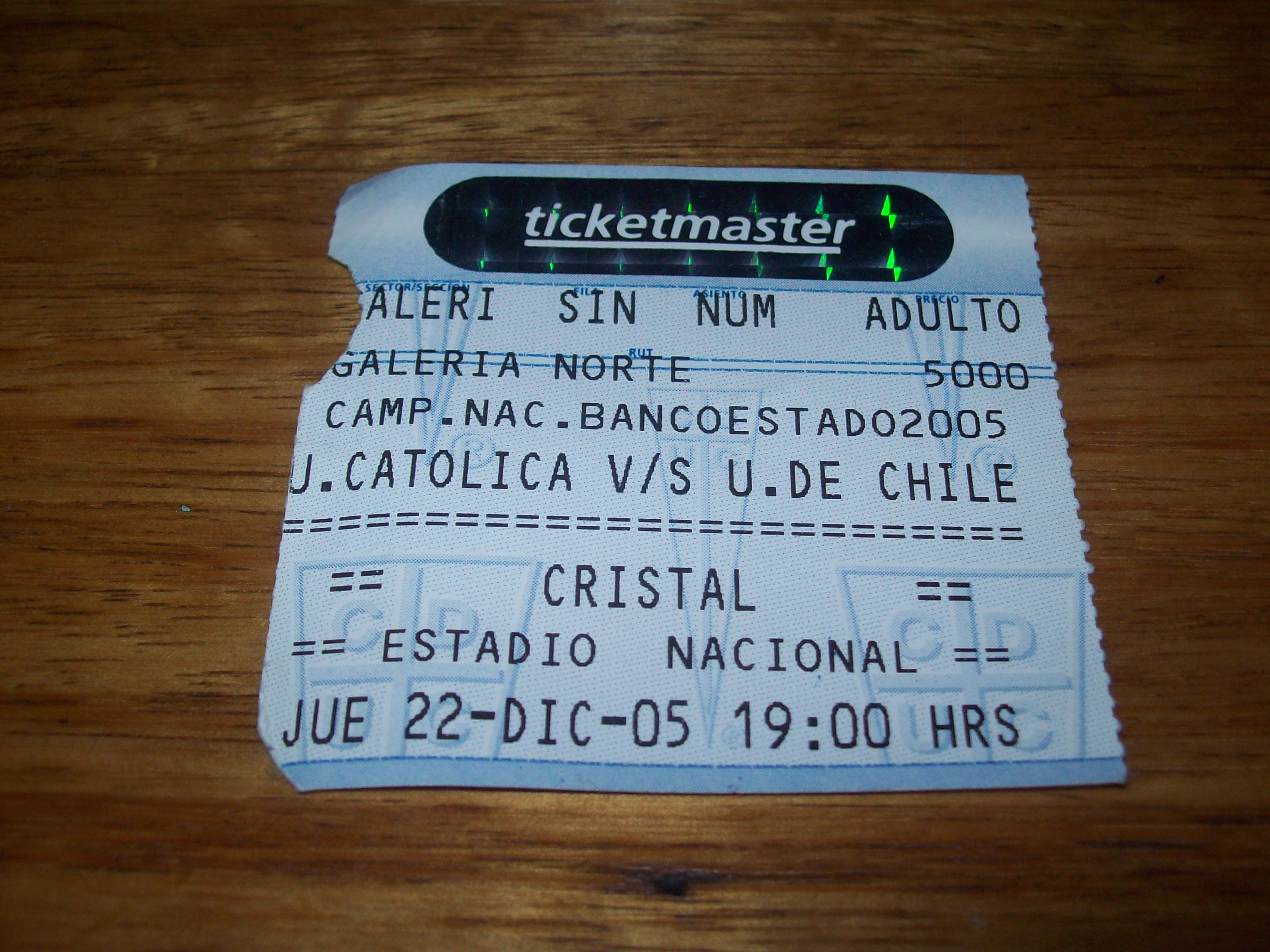
Entrada de la final de vuelta entre Universidad Católica y Universidad de Chile por el Torneo Clausura 2005.

La final de ida se jugó el domingo 18 de diciembre de 2005 a las 19:00 horas (hora chilena) en el Estadio Nacional y con el cuestionable arbitraje de Pablo Pozo. Las ocasiones más claras del primer tiempo fueron para los "cruzados", al minuto 9 Francisco Arrué remata desde fuera del área, la pelota pega en el poste, choca en el pie de Herrera y el meta azul felinamente salva el gol visitante sobre la línea, después al 32' nuevamente Herrera es protagonista y contiene 3 remates mano a mano a José Pedro Fuenzalida (2 con la cara) ganándose los aplausos de la hinchada azul tras notables tapadas para dejar el marcador 0:0 para el complemento, las jugadas más polémicas de los primeros 45 minutos pertenecieron a Julio Moreyra, quien al 16' le pegó un caballazo a Darío Conca que lo dejó sangrando (teniendo que jugar con un vendaje en la cabeza el resto del partido) y solo recibió amarilla, después sobre el final del 1T le pega un codazo a Jorge Quinteros en una jugada dividida que lo dejó sangrando en el labio, esto desato los reclamos de los "cruzados" pidiendo la segunda amarilla para el defensor argentino y el juez Pozo decidió no sancionarlo, es más amonesto a Facundo Imboden por reclamos (que lo dejó suspendido para la revancha), tan agresivo fue Moreyra en los primeros 45' que Héctor Pinto decidió sacarlo en el entretiempo. En el minuto 67 vendría la jugada más polémica del partido, un mini-centro de Darío Conca chocó en la mano de Víctor Cancino aparentemente en el área, tras consultarlo con su lineman Patricio Basualto, Pablo Pozo decidió cobrar penal en medio de los reclamos azules en una jugada demasiado al límite, el designado cruzado para patear fue su joven capitán de 22 años Eduardo Rubio quien pateo bien esquinado a la izquierda, y Herrera pesar de adivinar el lado fue batido por el ariete cruzado quien logró vencerlo ajustadamente al canterano azul para abrir la cuenta en el coloso de Ñuñoa y así fue como el equipo de Pellicer ganó por la cuenta mínima la primera final dominando gran parte del partido, con un bloque defensivo que estuvo notable, especialmente Jorge Ormeño y Jaime Rubilar que anularon a los atacantes azules.
La revancha se jugó 4 días después en el mismo estadio y a la misma hora, con casi 55 000 espectadores presentes se definía al segundo campeón anual del fútbol chileno. Las cosas empezaron igual que en el primer partido con una UC dominando, hasta que al minuto 5' Ormeño presiono a Christian Martínez en mitad de campo y le robo la pelota, se la dio a Alejandro Osorio que combino con Francisco Arrué, quien con un magistral pase dejó solo a "Janino" que venció en el mano a mano a Johnny Herrera para aventajar tempranamente a los "cruzados" en Ñuñoa y dejar el global 2–0 a favor. Católica pudo definirlo al minuto 51, Jorge Quinteros quedó mano a mano con Herrera, el meta azul contuvo y el rebote le quedó a Rubio con el arco a disposición pero con poco ángulo estrelló su disparo en el poste perdiéndose el 2:0 (que hubiera dejado la llave 3–0 para la UC restando 39 minutos), algo que quizás fue el punto de inflexión para la "U". Solo dos minutos después respondieron los "azules" con una jugada iniciada desde su área, "Pepe" Rojas envió un balón largo para Hugo Droguett que corrió por izquierda hasta la línea de fondo y centro atrás, la pelota encontró libre de marca al goleador histórico de la selección chilena en ese entonces Marcelo Salas que definió de primera para marcar sorpresivamente el empate, y dejando a la U a 1 solo gol de enviar la final a lanzamientos penales. Lo polémico del gol fue que Droguett centró con el balón fuera del campo, algo que ni el juez de línea ni Selmán percataron. Luego al minuto 73' otra vez empezaron una jugada desde su mitad, el "Cate" Ibarra avanzó por derecha, se la dio a Diego Rivarola, este se quitó a Mauricio Zenteno con un enganche y con zurda arrastrada definió de manera sublime contra Buljubasich, logrando una épica remontada en tan solo 20 minutos, dejando helados a los hinchas cruzados, igualando 2–2 el global y enviado la final a penales de mantenerse el resultado. Debido a celebrar mostrando su mítica polera de Goku el 7 azul fue amonestado, justo en el minuto 90:00 Rubén Selmán decidió finalizar el encuentro y de esta forma el campeón del Clausura 2005 se definiría en penales, el sorteo los ganaron los azules y decidieron que los lanzamientos se tirarán en el lado sur del Estadio Nacional (lado donde estaba la hinchada de la U). Los "azules" anotaron sus 2 primeros penales gracias a la jerarquía de Marcelo Salas y Esteban Valencia, los "cruzados" respondieron con las anotaciones de Darío Conca y Francisco Arrué dejando 2–2 la tanda, el tercer pateador azul fue Waldo Ponce quien pateó cruzado a la derecha y el meta argentino José María Buljubasich contuvo de manera notable su disparo, el tercer lanzador cruzado fue el "Nacho" Quinteros que convirtió y dejó a Católica 3–2 arriba, luego Hugo Droguett y José Pedro Fuenzalida convirtieron para sus respectivos equipos quedando la UC 4–3, el quinto pateador azul y encargado de ejecutar el noveno penal de la tanda fue el argentino Diego Rivarola que pateó al medio y a pesar de que Buljubasich la manoteo el balón se fue adentro y quedaron igualados 4–4 pero la UC con un disparo restante, el quinto ejecutante cruzado fue Jorge Quinteros que pateó fuerte y al medio para abrochar el noveno título en la historia cruzada anotando el definitivo 5–4 en la tanda y también a la vez, desatando la alegría en los cerca de 30 mil hinchas cruzados presentes en el recinto nuñoino, adjudicándose el Chile 2 para la Copa Libertadores 2006, rompiendo una sequía de 3 años sin títulos y además venciendo a su archirrival en una final histórica, teniendo que sobreponerse a durísimas llaves en Playoffs contra Cobreloa, Deportes La Serena y Universidad de Chile.

### Partidos de ida
| 18 de diciembre de 2005, 19:00 | Universidad de Chile | 0:1 (0:0) | Universidad Católica | Estadio Nacional, Santiago (Ñuñoa)                     |                                                        |
|                                |                      | Reporte   | Rubio 70' (pen.)     | Asistencia: 50.000 espectadores Árbitro(s): Pablo Pozo | Asistencia: 50.000 espectadores Árbitro(s): Pablo Pozo |

| 1          | ARQ        | Johnny Herrera   |     |
| 2          | DEF        | Manuel Ibarra    |     |
| 5          | DEF        | Waldo Ponce      |     |
| 32         | DEF        | Julio Moreyra    | 45' |
| 13         | DEF        | José Rojas       |     |
| 6          | MED        | Esteban Valencia | 63' |
| 16         | MED        | Manuel Iturra    |     |
| 8          | MED        | Víctor Cancino   |     |
| 14         | MED        | Cristián Canío   |     |
| 7          | DEL        | Diego Rivarola   |     |
| 11         | DEL        | Marcelo Salas    | 74' |
| Entrenador | Entrenador | Héctor Pinto     |     |

| 1          | ARQ        | José María Buljubasich |     |
| 2          | DEF        | Jaime Rubilar          |     |
| 4          | DEF        | Mauricio Zenteno       |     |
| 13         | DEF        | Facundo Imboden        |     |
| 19         | MED        | José Pedro Fuenzalida  | 81' |
| 3          | MED        | Jorge Ormeño           |     |
| 7          | MED        | Francisco Arrué        | 77' |
| 5          | MED        | Eros Pérez             |     |
| 10         | MED        | Darío Conca            |     |
| 9          | DEL        | Jorge Quinteros        | 74' |
| 18         | DEL        | Eduardo Rubio          |     |
| Entrenador | Entrenador | Jorge Pellicer         |     |

| 12  | ARQ | Miguel Pinto        |     |
| 17  | MED | Ángel Rojas         | 63' |
| 26  | MED | Christian Martínez  | 45' |
| 9   | DEL | Juan Manuel Olivera | 74' |
| 111 | DEL | Marco Olea          |     |

| 25 | ARQ | Paulo Garcés      |     |
| 15 | DEF | Albert Acevedo    | 81' |
| 11 | MED | Alejandro Osorio  | 77' |
| 21 | MED | Miguel Ponce      |     |
| 17 | DEL | Ignacio Quinteros | 74' |

| Anotado · Penal | 70' | Eduardo Rubio | 0–1 |

| Amonestado | 17' | Julio Moreyra  |  |
| Amonestado | 63' | Víctor Cancino |  |
| Amonestado | 65' | Ángel Rojas    |  |

| Amonestado | 35' | Jorge Quinteros |  |
| Amonestado | 37' | Eduardo Rubio   |  |
| Amonestado | 45' | Facundo Imboden |  |
| Amonestado | 86' | Eros Pérez      |  |

| Árbitro             | Pablo Pozo        |
| Árbitros asistentes | Rodrigo González  |
| Árbitros asistentes | Patricio Basualto |
| Cuarto Árbitro      | Eduardo Ponce     |

| 1          | ARQ        | Johnny Herrera   |     |
| 2          | DEF        | Manuel Ibarra    |     |
| 5          | DEF        | Waldo Ponce      |     |
| 32         | DEF        | Julio Moreyra    | 45' |
| 13         | DEF        | José Rojas       |     |
| 6          | MED        | Esteban Valencia | 63' |
| 16         | MED        | Manuel Iturra    |     |
| 8          | MED        | Víctor Cancino   |     |
| 14         | MED        | Cristián Canío   |     |
| 7          | DEL        | Diego Rivarola   |     |
| 11         | DEL        | Marcelo Salas    | 74' |
| Entrenador | Entrenador | Héctor Pinto     |     |

| 1          | ARQ        | José María Buljubasich |     |
| 2          | DEF        | Jaime Rubilar          |     |
| 4          | DEF        | Mauricio Zenteno       |     |
| 13         | DEF        | Facundo Imboden        |     |
| 19         | MED        | José Pedro Fuenzalida  | 81' |
| 3          | MED        | Jorge Ormeño           |     |
| 7          | MED        | Francisco Arrué        | 77' |
| 5          | MED        | Eros Pérez             |     |
| 10         | MED        | Darío Conca            |     |
| 9          | DEL        | Jorge Quinteros        | 74' |
| 18         | DEL        | Eduardo Rubio          |     |
| Entrenador | Entrenador | Jorge Pellicer         |     |

| 12  | ARQ | Miguel Pinto        |     |
| 17  | MED | Ángel Rojas         | 63' |
| 26  | MED | Christian Martínez  | 45' |
| 9   | DEL | Juan Manuel Olivera | 74' |
| 111 | DEL | Marco Olea          |     |

| 25 | ARQ | Paulo Garcés      |     |
| 15 | DEF | Albert Acevedo    | 81' |
| 11 | MED | Alejandro Osorio  | 77' |
| 21 | MED | Miguel Ponce      |     |
| 17 | DEL | Ignacio Quinteros | 74' |

| Anotado · Penal | 70' | Eduardo Rubio | 0–1 |

| Amonestado | 17' | Julio Moreyra  |  |
| Amonestado | 63' | Víctor Cancino |  |
| Amonestado | 65' | Ángel Rojas    |  |

| Amonestado | 35' | Jorge Quinteros |  |
| Amonestado | 37' | Eduardo Rubio   |  |
| Amonestado | 45' | Facundo Imboden |  |
| Amonestado | 86' | Eros Pérez      |  |

| Árbitro             | Pablo Pozo        |
| Árbitros asistentes | Rodrigo González  |
| Árbitros asistentes | Patricio Basualto |
| Cuarto Árbitro      | Eduardo Ponce     |

### Partidos de vuelta
| 22 de diciembre de 2005, 19:00                                                                                  | Universidad Católica                                     | 1:2 (1:0) (5:4 p.)         | Universidad de Chile                           | Estadio Nacional, Santiago (Ñuñoa)                       |                                                          |
| | Osorio 5'                                                | Reporte                    | Salas 53' · Rivarola 73'                       | Asistencia: 54.635 espectadores Árbitro(s): Rubén Selmán | Asistencia: 54.635 espectadores Árbitro(s): Rubén Selmán |
| |                                                          | Tiros desde el punto penal |                                                |                                                          |                                                          |
| | Conca · Arrué · I. Quinteros · Fuenzalida · J. Quinteros |                            | Salas · Valencia · Ponce · Droguett · Rivarola |                                                          |                                                          |
| U. Católica se impone en lanzamientos penales y se corona campeón del fútbol chileno después de 3 años y medio. |                                                          |                            |                                                |                                                          |                                                          |

| 1          | ARQ        | José María Buljubasich |     |
| 15         | DEF        | Albert Acevedo         |     |
| 2          | DEF        | Jaime Rubilar          |     |
| 4          | DEF        | Mauricio Zenteno       |     |
| 5          | DEF        | Eros Pérez             |     |
| 7          | MED        | Francisco Arrué        |     |
| 3          | MED        | Jorge Ormeño           |     |
| 11         | MED        | Alejandro Osorio       | 76' |
| 10         | MED        | Darío Conca            |     |
| 9          | DEL        | Jorge Quinteros        |     |
| 18         | DEL        | Eduardo Rubio          | 79' |
| Entrenador | Entrenador | Jorge Pellicer         |     |

| 1          | ARQ        | Johnny Herrera      |     |
| 2          | DEF        | Manuel Ibarra       | 86' |
| 5          | DEF        | Waldo Ponce         |     |
| 32         | DEF        | Julio Moreyra       |     |
| 13         | DEF        | José Rojas          |     |
| 16         | MED        | Manuel Iturra       |     |
| 26         | MED        | Christian Martínez  | 45' |
| 4          | MED        | Hugo Droguett       |     |
| 11         | MED        | Marcelo Salas       |     |
| 7          | DEL        | Diego Rivarola      |     |
| 9          | DEL        | Juan Manuel Olivera | 68' |
| Entrenador | Entrenador | Héctor Pinto        |     |

| 25 | ARQ | Paulo Garcés          |     |
| 6  | DEF | Claudio Muñoz         |     |
| 19 | MED | José Pedro Fuenzalida | 76' |
| 21 | MED | Miguel Ponce          |     |
| 17 | DEL | Ignacio Quinteros     | 79' |

| 12 | ARQ | Miguel Pinto        |     |
| 6  | MED | Esteban Valencia    | 86' |
| 22 | MED | Luis Pedro Figueroa | 45' |
| 14 | DEL | Cristián Canío      | 68' |
| 27 | DEL | Nicolás Canales     |     |

| Anotado | 5' | Alejandro Osorio | 1–0 |

| Anotado | 53' | Marcelo Salas  | 1–1 |
| Anotado | 73' | Diego Rivarola | 1–2 |

|                       |                  | 0:1 | Acierto de penal         | Marcelo Salas    |
| Darío Conca           | Acierto de penal | 1:1 |                          |                  |
|                       |                  | 1:2 | Acierto de penal         | Esteban Valencia |
| Francisco Arrué       | Acierto de penal | 2:2 |                          |                  |
|                       |                  | 2:2 | Fallo de penal (atajado) | Waldo Ponce      |
| Ignacio Quinteros     | Acierto de penal | 3:2 |                          |                  |
|                       |                  | 3:3 | Acierto de penal         | Hugo Droguett    |
| José Pedro Fuenzalida | Acierto de penal | 4:3 |                          |                  |
|                       |                  | 4:4 | Acierto de penal         | Diego Rivarola   |
| Jorge Quinteros       | Acierto de penal | 5:4 |                          |                  |

| Amonestado | 50' | Jorge Quinteros |  |
| Amonestado | 62' | Jaime Rubilar   |  |
| Amonestado | 65' | Darío Conca     |  |

| Amonestado | 38' | Julio Moreyra  |  |
| Amonestado | 43' | Waldo Ponce    |  |
| Amonestado | 73' | Diego Rivarola |  |

| Árbitro             | Rubén Selmán     |
| Árbitros asistentes | Julio Díaz       |
| Árbitros asistentes | Manuel Rodríguez |
| Cuarto Árbitro      | Enrique Osses    |

| 1          | ARQ        | José María Buljubasich |     |
| 15         | DEF        | Albert Acevedo         |     |
| 2          | DEF        | Jaime Rubilar          |     |
| 4          | DEF        | Mauricio Zenteno       |     |
| 5          | DEF        | Eros Pérez             |     |
| 7          | MED        | Francisco Arrué        |     |
| 3          | MED        | Jorge Ormeño           |     |
| 11         | MED        | Alejandro Osorio       | 76' |
| 10         | MED        | Darío Conca            |     |
| 9          | DEL        | Jorge Quinteros        |     |
| 18         | DEL        | Eduardo Rubio          | 79' |
| Entrenador | Entrenador | Jorge Pellicer         |     |

| 1          | ARQ        | Johnny Herrera      |     |
| 2          | DEF        | Manuel Ibarra       | 86' |
| 5          | DEF        | Waldo Ponce         |     |
| 32         | DEF        | Julio Moreyra       |     |
| 13         | DEF        | José Rojas          |     |
| 16         | MED        | Manuel Iturra       |     |
| 26         | MED        | Christian Martínez  | 45' |
| 4          | MED        | Hugo Droguett       |     |
| 11         | MED        | Marcelo Salas       |     |
| 7          | DEL        | Diego Rivarola      |     |
| 9          | DEL        | Juan Manuel Olivera | 68' |
| Entrenador | Entrenador | Héctor Pinto        |     |

| 25 | ARQ | Paulo Garcés          |     |
| 6  | DEF | Claudio Muñoz         |     |
| 19 | MED | José Pedro Fuenzalida | 76' |
| 21 | MED | Miguel Ponce          |     |
| 17 | DEL | Ignacio Quinteros     | 79' |

| 12 | ARQ | Miguel Pinto        |     |
| 6  | MED | Esteban Valencia    | 86' |
| 22 | MED | Luis Pedro Figueroa | 45' |
| 14 | DEL | Cristián Canío      | 68' |
| 27 | DEL | Nicolás Canales     |     |

| Anotado | 5' | Alejandro Osorio | 1–0 |

| Anotado | 53' | Marcelo Salas  | 1–1 |
| Anotado | 73' | Diego Rivarola | 1–2 |

|                       |                  | 0:1 | Acierto de penal         | Marcelo Salas    |
| Darío Conca           | Acierto de penal | 1:1 |                          |                  |
|                       |                  | 1:2 | Acierto de penal         | Esteban Valencia |
| Francisco Arrué       | Acierto de penal | 2:2 |                          |                  |
|                       |                  | 2:2 | Fallo de penal (atajado) | Waldo Ponce      |
| Ignacio Quinteros     | Acierto de penal | 3:2 |                          |                  |
|                       |                  | 3:3 | Acierto de penal         | Hugo Droguett    |
| José Pedro Fuenzalida | Acierto de penal | 4:3 |                          |                  |
|                       |                  | 4:4 | Acierto de penal         | Diego Rivarola   |
| Jorge Quinteros       | Acierto de penal | 5:4 |                          |                  |

| Amonestado | 50' | Jorge Quinteros |  |
| Amonestado | 62' | Jaime Rubilar   |  |
| Amonestado | 65' | Darío Conca     |  |

| Amonestado | 38' | Julio Moreyra  |  |
| Amonestado | 43' | Waldo Ponce    |  |
| Amonestado | 73' | Diego Rivarola |  |

| Árbitro             | Rubén Selmán     |
| Árbitros asistentes | Julio Díaz       |
| Árbitros asistentes | Manuel Rodríguez |
| Cuarto Árbitro      | Enrique Osses    |

## Campeón
|                                         |
| Campeón Universidad Católica 9.º título |
|                                         |

## Datos
A continuación se dan algunos datos tras la Final del Torneo de Clausura 2005:
- Con su nueva estrella, Universidad Católica logró el 9.º campeonato nacional de su historia, deshaciendo el empate que tenía con Cobreloa con 8 estrellas cada uno, de este modo, quedando solitaria en la tercera posición de clubes chilenos con más torneos nacionales, y además se clasificó a la Copa Libertadores 2006 como Chile 2 (regresando a la máxima competición internacional después de 3 años). Como dato anecdótico, fue la primera vez que los "cruzados" ganaron un "Torneo de Clausura".[14]
- Segunda vez que el líder de la Fase Clasificatoria logra alzarse el título, el anterior fue Cobreloa en el Apertura 2003.
- Universidad Católica recibió más goles en Playoffs (7 goles en 8 partidos) que en la fase regular (3 goles en 18 partidos), de todos modos, solo tuvo un promedio de gol en contra de 0,4.[11]
- Fue la 11.ª definición de un título de Primera División en el Estadio Nacional, el primero de una ronda de 3 definiciones consecutivas en Ñuñoa.
- Respecto a finales entre ambos, la UC se puso arriba 2-1, y en Playoffs aumentó su ventaja a 3-0.
- La derrota en la final significó el séptimo subcampeonato de Universidad de Chile y segunda final perdida, las dos contra la UC.
- Al ganar la segunda final, Universidad de Chile cortó un invicto de 29 partidos en torneos nacionales a la UC, quienes no perdían desde el 21 de mayo de 2005 contra Everton por la Fecha 18 del Torneo de Apertura (7 meses), quedando a 1 solo partido de salir campeones invictos e igualar el récord de Magallanes en 1934 y Colo-Colo en 1937 y 1941. Además, la "U" fue el único equipo que derrotó a la UC y Colo-Colo en el Clausura 2005.
- El entrenador chileno Jorge Pellicer se convirtió en el octavo entrenador campeón del fútbol chileno con la Universidad Católica, logrando también su primer título como entrenador.
- Unión Española y Universidad Católica fueron los campeones nacionales en 2005, ambos tuvieron la particularidad que salieron campeones con entrenadores nacidos en Chile (Fernando Díaz para la UE, y Pellicer para la UC), un mismo entrenador o dos entrenadores nacidos en Chile no volverían a salir campeones del Torneo Nacional dos veces en un año calendario hasta Mario Salas con la UC en 2016.[15]
- Gracias al triunfo cruzado en la final, Colo-Colo clasificó a la Copa Libertadores 2006 como "Chile 3" teniendo que jugar la fase previa contra un mexicano.[16]